# Къща музей „Константин Чилов“
Къща музей „Константин Чилов“ е музей в село Славейно, област Смолян.

## История
В началото на 1972 г. племенникът на проф. Константин Чилов Пейо Т. Шишманов започва да работи за уреждането на музейната сбирка. На 27 декември 1972 г. е създадена музейна сбирка – първоначално като временна изложба, а от 1977 г. е в сегашния си вид. През 1974 г. къщата е обявена за исторически паметник на културата.

## Експозиция
Пренесено е обзавеждането от софийския дом на професора – личните му вещи, богатата му библиотека и картинната сбирка. Автори на експозицията са дългогодишният директор на Смолянския исторически музей Никола Дамянов, художникът Любомир Самарджиев – директор на Художествената галерия в Смолян и Петко Карапетков – директор на Климатичното училище в Славейно, чийто патрон е проф. д-р Константин Чилов. Сред експонатите има медицински принадлежности, рентгеновия апарат на д-р Илия Камбуров, потвърдил болестта на проф. Чилов. Личната му библиотека се състои от 1391 тома книги. Запазени са тетрадките, записките му, ученическият му бележник. Над 60 вещи, 21
картини, шаржове, портрети на професора и родителите му от Иван Ненов, Илия Бешков, Кирил Цонев, Анастас Стайков и други.
В къщата музей, пред гроба на Константин Чилов, се връчва специално учредената награда „Проф. Константин Чилов“ на най-добрите лекари – интернисти през годината. Първи носител на наградата е кардиологът акад. Илия Томов.